# Cascade Locks
Cascade Locks ist eine Kleinstadt im Hood River County in Nord-Oregon. Das U.S. Census Bureau hat bei der Volkszählung 2020 eine Einwohnerzahl von 1.379 ermittelt.
Ursprünglich waren hier ein paar Baumstämme aufgestellt, um die Navigation auf dem Columbia nach den Cascades Rapids zu verbessern. Die Schleuse wurde am 5. November 1896 fertiggestellt. Die Wehre wurden sukzessive 1938 zusammengelegt, jedoch schließlich durch den Bonneville Dam ersetzt. Der nach den Wehren benannte Ort hat eine Fläche von 7,7 km².
Cascade Locks liegt flussaufwärts der Bridge of the Gods, einer mautpflichtigen großen Brücke über den Columbia, der einzigen zwischen Portland und Hood River. Durch den Ort verläuft der Interstate 84.
Cascade Locks liegt am Pacific Crest Trail (PCT), wo der Columbia überquert wird; dabei ist der Ort der tiefstgelegene auf diesem Pfad zwischen Mexiko und Kanada.
Der National Park Service weist für Cascade Locks drei Bauwerke und Stätten im National Register of Historic Places (NRHP) aus (Stand 25. Dezember 2018), darunter das Cascade Locks Work Center.